# Mistrzostwa Świata w Piłce Nożnej Plażowej 1996
Mistrzostwa świata w piłce nożnej plażowej 1996 – drugie rozgrywki o tytuł mistrza świata. Turniej został rozegrany na Copacabanie w styczniu 1996.

## Zespoły zakwalifikowane
| Drużyna           | Strefa kwalifikacyjna | Liczba występów do tej pory | Najlepszy wynik     | Ostatni występ |
| ----------------- | --------------------- | --------------------------- | ------------------- | -------------- |
| Kanada            | Ameryka Północna      | debiutant                   | debiutant           | debiutant      |
| Stany Zjednoczone | Ameryka Północna      | 1                           | II miejsce (1995)   | 1995           |
| Brazylia          | Ameryka Południowa    | 1                           | Mistrzostwo (1995)  | 1995           |
| Urugwaj           | Ameryka Południowa    | 1                           | Faza Grupowa (1995) | 1995           |
| Argentyna         | Ameryka Południowa    | 1                           | Faza Grupowa (1995) | 1995           |
| Dania             | Europa                | debiutant                   | debiutant           | debiutant      |
| Rosja             | Europa                | debiutant                   | debiutant           | debiutant      |
| Włochy            | Europa                | 1                           | IV miejsce (1995)   | 1995           |

## Faza grupowa

### Grupa A
Tabela:
| lp. | Reprezentacja | M | Z | R | P | Bramki  | Pkt |
| --- | ------------- | - | - | - | - | ------- | --- |
| 1.  | Brazylia      | 3 | 3 | 0 | 0 | 24 – 5  | 9   |
| 2.  | Urugwaj       | 3 | 1 | 0 | 2 | 12 – 13 | 3   |
| 3.  | Dania         | 3 | 1 | 0 | 2 | 10 – 16 | 3   |
| 4.  | Kanada        | 3 | 1 | 0 | 2 | 12 – 24 | 3   |

Wyniki:
| Urugwaj  | 5 – 6  | Kanada  |
| Brazylia | 7 – 1  | Dania   |
| Urugwaj  | 5 – 3  | Dania   |
| Brazylia | 13 – 2 | Kanada  |
| Dania    | 6 – 4  | Kanada  |
| Brazylia | 4 – 2  | Urugwaj |

### Grupa B
Tabela:
| lp. | Reprezentacja     | M | Z | R | P | Bramki | Pkt |
| --- | ----------------- | - | - | - | - | ------ | --- |
| 1.  | Stany Zjednoczone | 3 | 3 | 0 | 0 | 14 – 9 | 9   |
| 2.  | Włochy            | 3 | 2 | 0 | 1 | 14 – 9 | 6   |
| 3.  | Rosja             | 3 | 1 | 0 | 2 | 7 – 10 | 3   |
| 4.  | Argentyna         | 3 | 0 | 0 | 3 | 5 – 12 | 0   |

Wyniki:
| Stany Zjednoczone | 4 – 2 | Argentyna |
| Włochy            | 5 – 1 | Rosja     |
| Rosja             | 3 – 1 | Argentyna |
| Stany Zjednoczone | 6 – 4 | Włochy    |
| Włochy            | 5 – 2 | Argentyna |
| Stany Zjednoczone | 4 – 3 | Rosja     |

## Faza Pucharowa

### Półfinały
| Urugwaj  | 7 – 0  | Stany Zjednoczone |
| Brazylia | 12 – 4 | Włochy            |

### Mecz o 3 miejsce
| Włochy | 4 – 3 | Stany Zjednoczone |

### Finał
| Brazylia | 3 – 0 | Urugwaj |

## Nagrody
- MVP: Edinho ( Brazylia)
- Król strzelców: Alessandro Altobelli ( Włochy) – 14 bramek
- Najlepszy bramkarz: Paulo Sergio ( Brazylia)